# Fredsaftaler i Mellemøsten
Dette er en liste over fredsaftaler i Mellemøsten. Den er ikke færdig.

## Syriske fredsproces
- Arabiske Liga fredsplaner for Syrien (2011)
  - Arabiske Liga overvåger i Syrien (2011-12)
- Kofi Annan Syriske fredsplan (2012)
  - FN Tilsyn mission i Syrien
- Lakhdar Brahimi Syriske fredsplan
- USA og Rusland fredsforslag om Syrien (2013-16)
- Geneve II Mellemøsten fredskonference (2014)
- 2015 Zabadani våbenhvileaftale
- Wien fredsforhandlinger for Syrien (2015)
- Stefan de Mistura Syriske fredsplan
  - Vores initiativ udvalg (2015)
- Geneve III Mellemøsten fredskonference (2016)
- Geneve IV Mellemøsten fredskonference (2017)

## Egyptisk forsoning
- Egyptisk folkeafstemning om forfatningen, 2012
- Egyptisk folkeafstemning om forfatningen, 2014

## Yemen forsoning
- Yemens præsidentvalg 2012

## Fatah-Hamas forsoning samtaler
- Aftale Fatah-Hamas Mekka (2007)
- Aftale Fatah-Hamas Cairo (2011)
- Aftale Fatah-Hamas Doha (2012)
- Aftale Fatah-Hamas Cairo (2014)

## Iran nukleare forhandlinger
- P5+1
- Fælles handlingsplan (2013)
- Iran rammer nukleare deal (2015)
- Fælles Omfattende handlingsplan (2015)

## Irak-krigen fredsforslag
- 2003 Storbritannien ultimatum til Irak
- Initiativ Irakiske ledere (2006)

## Golfkrigen fredsinitiativer
- Geneva Fredskonferencen (1991)

## Kurdisk-tyrkiske konflikt diplomati- og fredsaftaler
- Opløsningsproces

## Libanesiske forsoning
- Libanesiske Maj 17 Aftale
- Trepartsudvalg Accord (Libanon)
- 1989 aftale Taif
- 2008 aftale Doha

## Delingen af Cypern diplomati- og fredsaftaler
- Annan-planen for Cypern (1999)
  - Cypriotiske Annan Plan folkeafstemninger, 2004
- 2014 Cypern foredrag
- 2015–17 Cypern foredrag

## Arabisk-israelske diplomati- og fredsaftaler
- Fredsforslag fremlagt af greve Folke Bernadotte (1947-1948)
- Sikkerhedsrådets resolution 242 (22. november, 1967)
- Sikkerhedsrådets resolution 338 (22. oktober, 1973)
- Camp David-aftalen (1978)
- Den ægyptisk-israelske fredsaftale (1979)
- Madrid-konferencen i 1991
- Oslo-aftalen (1993)
- Interimsaftalen (Oslo II) (1995)
- Wye-aftalen (23. oktober, 1998)
- Camp David-forhandlingerne i 2000
- Taba-forhandlingerne (januar, 2001)
- Elon-fredsplan (2002)
- Køreplan for Fred (30. april, 2003)
- Genève-aftalen (20. oktober, 2003)

## Irakisk-kurdiske konflikt diplomati
- Aftale irakisk-kurdiske autonomi (1970)
- 1975 Algiers aftale
- Lov af administration for staten Irak i overgangsperioden (2004)

## Saudi-Arabiens samling diplomati
- 1922 Uqair protokol

## Tyrkiske uafhængighedskrig diplomati
- Alexandropol-traktaten (1920)
- Cilicia-traktaten (1921)
- Moskva-traktaten (1921)
- Kars-traktaten (1921)
- 1921 Ankara-traktaten
- London fredskonference, 1921-22
- 1922 Mudanya våbenstilstand
- Lausanne-traktaten (1923)

## 1. verdenskrig diplomati- og fredsaftaler
- Sykes-Picot-aftalen (1916)
- Paris fredskonference, 1919
- Sèvres-traktaten (1920)

| Historie | Spire Denne historieartikel er en spire som bør udbygges. Du er velkommen til at hjælpe Wikipedia ved at udvide den. |